# Till Förster

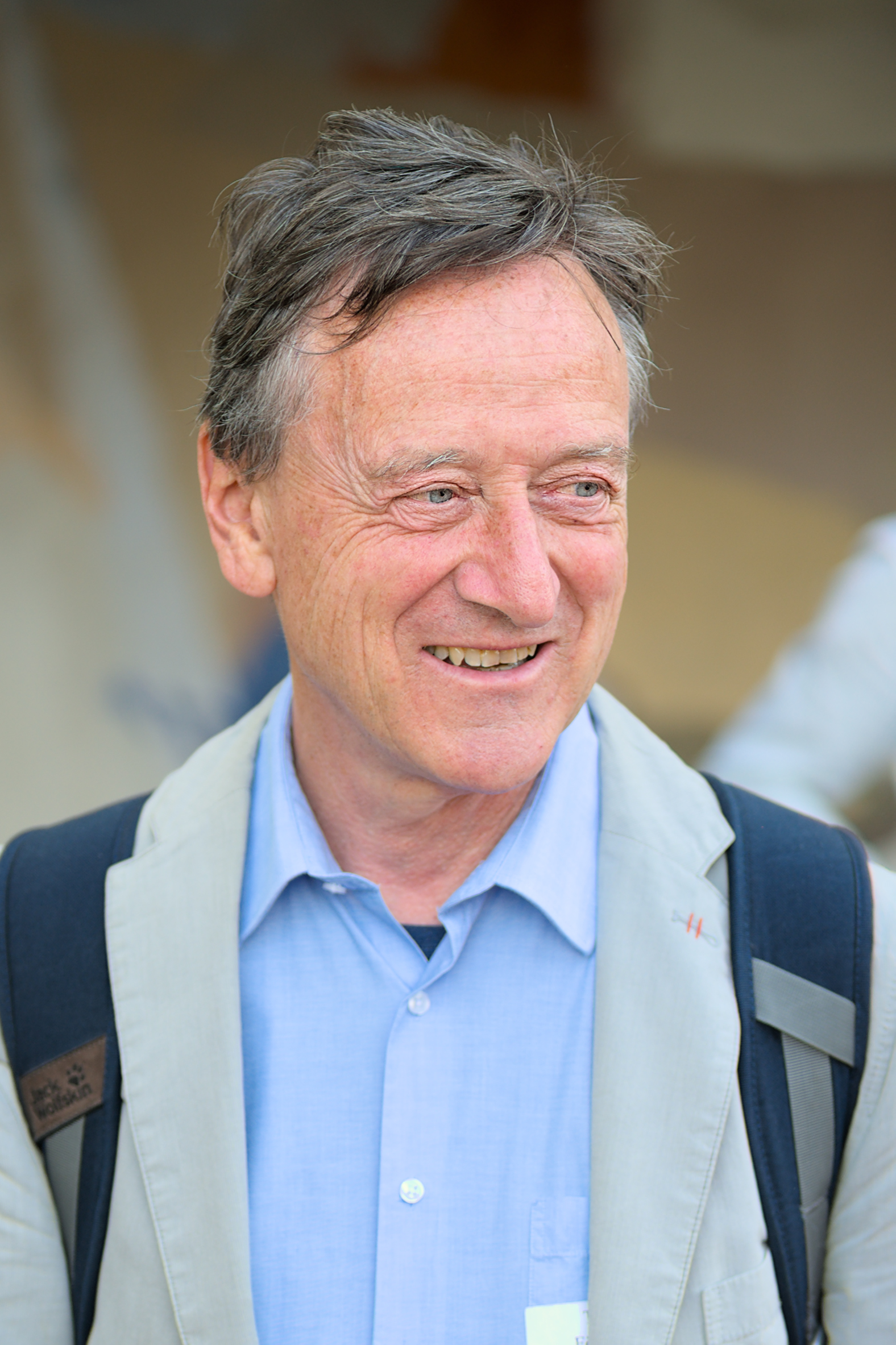
Till Förster, 2022

Till Förster (* 9. Juli 1955 in Bonn) ist ein deutscher Ethnologe, Sozialanthropologe und Afrikawissenschaftler. Er war von 2001 bis 2022 Inhaber des Lehrstuhls für Ethnologie am Departement Gesellschaftswissenschaften und Gründungsdirektor des Zentrums für Afrikastudien an der Universität Basel (Schweiz).

## Biographie
Förster legte sein Abitur 1975 am Nicolaus-Cusanus-Gymnasium Bonn ab. Er studierte Ethnologie und Kunstgeschichte an den Universitäten Mainz, Bonn und Köln und absolvierte den Magister artium 1981 an der Universität Bonn. 1985 promovierte er an der Freien Universität Berlin über „Divination bei den Kafibele-Senufo: Zur Aushandlung und Bewältigung von Alltagskonflikten“ (Berlin: D. Reimer Verlag, 1985). Von 1984 bis 1988 war Förster als Experte im Rahmen der Entwicklungszusammenarbeit tätig. Zunächst als entsandter Entwicklungsexperte für integrierte ländliche Entwicklung der GTZ und der KfW im Niger (1984–1985), als Experte für bewässerten Reisanbau und Landrechtskonflikte in Elfenbeinküste (1984) und als Fachkraft für die soziale Nutzung von Biogasanlagen in der Elfenbeinküste und Burkina Faso. Von 1987 bis 1988 arbeitete für das ifo Institut für Wirtschaftsforschung. Parallel war er von 1985 bis 1986 als wissenschaftlicher Mitarbeiter am Museum für Völkerkunde in West-Berlin und anschließend bis 1988 am Institut für Ethnologie der FU Berlin (Lehrstuhl von Georg Elwert) tätig.
Von 1988 bis 1994 war er Hochschulassistent bei Gerd Spittler an der Universität Bayreuth, wo sich Förster 1994 in Ethnologie habilitierte. Seine Habilitationsschrift erschien unter dem Titel „Zerrissene Entfaltung: Alltag, Ritual und künstlerische Ausdrucksformen im Norden der Côte d’Ivoire“ (Köln: R. Köppe Verlag, 1997). Als Oberassistent lehrte er noch bis 1995 in Bayreuth, dann nahm er für ein Jahr eine Vertretungsprofessur für Völkerkunde an der Universität zu Köln wahr. Von 1996 bis 2001 leitete Förster das Iwalewahaus des Afrikazentrums der Universität Bayreuth.
Von 2001 bis zu seiner Emeritierung 2022 war Förster Lehrstuhlinhaber für Ethnologie, am Departement für Gesellschaftswissenschaften der Philosophisch-historischen Fakultät der Universität Basel (Schweiz). Er war außerdem Gründungsdirektor des Zentrums für Afrikastudien und seit 2009 dessen Vizedirektor für Forschung, sowie Leiter der Forschungsgruppe zu „Political Transformations and Visual Culture“, Universität Basel.
Als ehemaliger Entwicklungsexperte und langjähriger Feldforscher hat er über viele Jahre hinweg miterlebt, wie Entwicklungspläne, die auf westlichen Annahmen über Governance basierten, soziale Realitäten in Afrika nicht berücksichtigten und lokale Vorstellungen, wie eine bessere soziale Ordnung aussehen sollte, verfehlten. Diese Prozesse stehen seit Beginn seiner akademischen Laufbahn im Zentrum seiner Forschung (hauptsächlich in der Elfenbeinküste und Kamerun) und Lehre. Aus eigener Erfahrung in der Entwicklungszusammenarbeit legt Till Förster besonderen Wert auf einen ständigen Austausch der wissenschaftlichen Forschung mit Politik und entwicklungspolitischer Praxis. Von 2009 bis 2020 war er Mitglied der Beratenden Kommission für internationale Beziehungen und Zusammenarbeit der Schweizer Regierung, der auch als Beratungsgremium des Schweizer Parlaments und der Direktion für Entwicklung und Zusammenarbeit (DEZA) fungiert. Er ist außerdem Mitglied der „Working Group on Rebel Governance“ an der Harvard University und am Dartmouth College, USA.

## Arbeitsschwerpunkte
- Visual culture
- Sozialer Wandel
- Produktion, Entfaltung und Rezeption
- Intentionalität und Praxis
- Intermedialität und Transformation
- Rituale
- Staat und Staatlichkeit
- Nichtstaatliche Akteure als politische Akteure
- Politische Transformationen
- West- und Zentralafrika

## Forschungsgebiete
Das Forschungsprofil Till Försters kombiniert zwei Spezialisierungen: politische Transformationen und visuelle Kultur. Seine langjährige Forschung in zwei normalerweise getrennten Bereichen zeigte, dass trans- und interdisziplinäre Wissenschaft tiefere Einblicke darüber hervorbringt, wie politische Imagination kollektive Intentionalität und Handlungsfähigkeit in der Politik beeinflusst. In seiner Arbeit lehnt er daher normative, meist westliche Verständnisse von Governance als Kontrolle und Steuerung von Organisationen, bzw. Regierungs- oder Unternehmensführung ab und versteht sie als genuin politische Prozesse. Governance steht für solche politischen Prozesse, in denen soziale Probleme bestimmt und Lösungen für diese ausgehandelt werden.
Förster befasst sich dabei insbesondere mit der Handlungsfähigkeit der Akteure, ihrer politischen Vorstellungs- und Artikulationskraft sowie deren Interaktionen, die zur Bildung sozialer und politischer Regime und gesellschaftlicher Räume führt. Seine Konzeptualisierung von Imagination als soziale Produktion von Bildern hat unmittelbare Konsequenzen für das Studium der Staatlichkeit in Regionen, in denen das normative Imaginäre des westfälischen Staates wenig gesellschaftliche Relevanz hat, weil in diesen Regionen die meisten Akteure andere Visionen ihrer Zukunft entwickeln, die sich nicht an dem abendländischen Verständnis von Staatlichkeit orientieren. Imagination erzeugt projektive Vorstellungen davon, wie soziale Probleme gelöst werden sollten. Dies prägt die Artikulation der Interessen der Akteure und damit die Bildung größerer Gruppen und deren Arrangements zur Lösung sozialer Probleme.
Als Kunsthistoriker legt Till Förster außerdem besonderen Wert auf die visuelle Seite seiner Arbeit und Forschungsdokumentation, insbesondere durch Farb- und Schwarz-Weiß-Photographie, was ansonsten in der sozialwissenschaftlichen Forschung oft ausgeblendet wird.

## Forschungsprojekte (Auswahl)
- “Life in the West African Savannah since the 1970s: Hegemony and autonomy”. Mit Koechlin, Lucy. (Abgeschlossen)
- “Making the City: Agency, Urbanity and Urbanisation in Ordinary Cities”. (Abgeschlossen)
- “Art/articulations: Art and the formation of Social Space in African Cities”. Mit Siegenthaler, Fiona. (Abgeschlossen)

## Ehrungen
- Ordre National de la République de Côte d’Ivoire (Verdienstorden der Republik Côte d’Ivoire, 2016).

## Publikationen (Auswahl)
- Bodily ethnography: Some epistemological challenges of participation. Ethnography, 23.1 (2022): pp. 1–21. https://doi.org/10.1177/14661381211067452
- Alternativen zur Restitution? Lokale Perspektiven auf ein globales Problem, in Sandkühler, T., Epple, A., and Zimmerer, J. (eds.) Geschichtskultur durch Restitution? Ein Kunst-Historikerstreit. Köln: Böhlau (Beiträge zur Geschichtskultur), pp. 163–180. (2021) edoc | Open Access https://edoc.unibas.ch/82874/1/20210428162631_60897097332f2.pdf
- Existential Transformations: Life in the West African savannah since the 1970s. Basel: Institute of Anthropology, 2020. https://edoc.unibas.ch/81360/1/20210127150442_601172fa59d15.pdf
- The Invisible Social Body: Experience and poro ritual in northern Côte d’Ivoire. African Studies Review, vol. 62.1 (2019): 99–119. https://doi.org/10.1017/asr.2018.10
- The Unbearable Lightness of African Cities. Social Dynamics, vol. 44.2 (2018), pp. 405–424. https://doi.org/10.1080/02533952.2018.1501546
- Mirror Images: Mediated Sociality and the Presence of the Future. Visual Studies, vol. 33.1 (2018), pp. 84–97. https://doi.org/10.1080/1472586X.2018.1426247
- La paix dans une zone de guerre. Lire la crise ivoirienne sur le temps long et par le bas. Politique Africaine, 2017/4 (no. 148), pp. 109–129.
- Insurgent Nationalism: Political imagination and rupture in Côte d’Ivoire. Africa Spectrum, vol. 48.3 (2013), pp. 3–31. https://journals.sagepub.com/doi/pdf/10.1177/000203971304800301

Herausgeberschaften (Auswahl)
- mit Fiona Siegenthaler. Aesthetics of Articulation. Basel: Institute of Anthropology, 2019 https://edoc.unibas.ch/73014/, 21. März 2023.
- mit Carole Ammann. African Cities and the Development Conundrum. (International Development Policy 10) Leiden: Brill, 2018. https://doi.org/10.1163/9789004387942
- mit Lucy Koechlin. The Politics of Governance. New York: Routledge, 2015 [second edition 2017].
- mit Sidney Kasfir. African Art and Agency in the Workshop. Bloomington, IN: Indiana University Press, 2013.